# Fuengirola Potros 2022
Questa voce raccoglie le informazioni riguardanti i Fuengirola Potros nelle competizioni ufficiali della stagione 2022.

## LNFA Serie A 2022

### Stagione regolare
| Murcia 22 gennaio 2022, ore 17:00 2ª giornata | Murcia Cobras | 47 – 14 referto | Fuengirola Potros | Estadio José Barnés |

| Fuengirola 13 febbraio 2022, ore 12:00 4ª giornata | Fuengirola Potros | 27 – 30 referto | Gijón Mariners | Polideportivo Elola |

| Fuengirola 20 febbraio 2022, ore 12:00 Recupero 3ª giornata | Fuengirola Potros | 0 – 41 referto | Osos de Rivas | Polideportivo Elola |

| Las Rozas de Madrid 26 febbraio 2022, ore 17:00 5ª giornata | Las Rozas Black Demons | 48 – 13 referto | Fuengirola Potros | Campo de Rugby El Cantizal |

| Fuengirola 20 marzo 2022, ore 12:00 7ª giornata | Fuengirola Potros | 18 – 14 referto | Murcia Cobras | Polideportivo Elola |

| Rivas-Vaciamadrid 26 marzo 2022, ore 15:00 8ª giornata | Osos de Rivas | 34 – 6 referto | Fuengirola Potros | Polideportivo Cerro del Telégrafo |

| Gijón 9 aprile 2022, ore 17:00 9ª giornata | Gijón Mariners | 55 – 12 referto | Fuengirola Potros | Complejo Deportivo Las Mestas |

| Fuengirola 24 aprile 2022, ore 12:00 10ª giornata | Fuengirola Potros | 0 – 26 referto | Las Rozas Black Demons | Polideportivo Elola |

## Statistiche di squadra
| Competizione      | %Vittorie | In casa | In casa | In casa | In casa | In casa | In casa | In trasferta | In trasferta | In trasferta | In trasferta | In trasferta | In trasferta | Totale | Totale | Totale | Totale | Totale | Totale |
| Competizione      | %Vittorie | G       | V       | N       | P       | Pf      | Ps      | G            | V            | N            | P            | Pf           | Ps           | G      | V      | N      | P      | Pf     | Ps     |
| ----------------- | --------- | ------- | ------- | ------- | ------- | ------- | ------- | ------------ | ------------ | ------------ | ------------ | ------------ | ------------ | ------ | ------ | ------ | ------ | ------ | ------ |
| Stagione regolare | .125      | 4       | 1       | 0       | 3       | 45      | 111     | 4            | 0            | 0            | 4            | 45           | 184          | 8      | 1      | 0      | 7      | 90     | 295    |
| Totale            | .125      | 4       | 1       | 0       | 3       | 45      | 111     | 4            | 1            | 0            | 3            | 45           | 184          | 8      | 1      | 0      | 7      | 90     | 295    |